# Кобор
Кобор (рум. Cobor) — село у повіті Брашов в Румунії. Входить до складу комуни Тікушу.
Село розташоване на відстані 186 км на північний захід від Бухареста, 54 км на північний захід від Брашова, 144 км на південний схід від Клуж-Напоки.

## Населення
За даними перепису населення 2002 року у селі проживали 233 особи.
Національний склад населення села:
| Національність | Кількість осіб | Відсоток |
| -------------- | -------------- | -------- |
| угорці         | 129            | 55,4%    |
| румуни         | 83             | 35,6%    |
| цигани         | 21             | 9,0%     |

Рідною мовою назвали:
| Мова      | Кількість осіб | Відсоток |
| --------- | -------------- | -------- |
| угорська  | 141            | 60,5%    |
| румунська | 92             | 39,5%    |